# Lijst van vlaggen van Kroatische deelgebieden
Dit artikel bevat een lijst van vlaggen van Kroatische deelgebieden. Kroatië bestaat uit 21 provincies die elk een eigen vlag hebben.
De lokale symbolen zijn voorgeschreven door artikel 9 van de wet op lokaal zelfbestuur en administratie, aangenomen op 29 december 1992. Deze bepaalde dat provincievlaggen moeten bestaan uit het provinciewapen op een tweekleurig veld en stadsvlaggen uit het stadswapen op een eenkleurig veld. De vlaggen hebben een hoogte-lengteverhouding van 1:2.

## Vlaggen van provincies
| Kaart | Provincie             | Vlag | Artikel over de vlag           | Ratio | Ingebruikname     |
| ----- | --------------------- | ---- | ------------------------------ | ----- | ----------------- |
|       | Bjelovar-Bilogora     |      | Vlag van Bjelovar-Bilogora     | 1:2   | 12 december 1995  |
|       | Brod-Posavina         |      | Vlag van Brod-Posavina         | 1:2   | 9 december 1994   |
|       | Dubrovnik-Neretva     |      | Vlag van Dubrovnik-Neretva     | 1:2   | 5 maart 1996      |
|       | Istrië                |      | Vlag van Istrië                | 1:2   | 1 juli 2002       |
|       | Karlovac              |      | Vlag van Karlovac              | 1:2   | 27 februari 1995  |
|       | Koprivnica-Križevci   |      | Vlag van Koprivnica-Križevci   | 1:2   | 14 maart 1997     |
|       | Krapina-Zagorje       |      | Vlag van Krapina-Zagorje       | 1:2   | 17 december 1999  |
|       | Lika-Senj             |      | Vlag van Lika-Senj             | 1:2   | 22 december 1995  |
|       | Međimurje             |      | Vlag van Međimurje             | 1:2   | 19 september 1996 |
|       | Osijek-Baranja        |      | Vlag van Osijek-Baranja        | 1:2   | 15 april 1994     |
|       | Požega-Slavonië       |      | Vlag van Požega-Slavonië       | 1:2   | 5 juli 1994       |
|       | Primorje-Gorski Kotar |      | Vlag van Primorje-Gorski Kotar | 1:2   | 15 juni 1995      |
|       | Šibenik-Knin          |      | Vlag van Šibenik-Knin          | 1:2   | 9 juli 1999       |
|       | Sisak-Moslavina       |      | Vlag van Sisak-Moslavina       | 1:2   | 15 september 1994 |
|       | Split-Dalmatië        |      | Vlag van Split-Dalmatië        | 1:2   | 12 december 1995  |
|       | Varaždin              |      | Vlag van Varaždin              | 1:2   | 21 juni 1995      |
|       | Virovitica-Podravina  |      | Vlag van Virovitica-Podravina  | 1:2   | 29 augustus 1996  |
|       | Vukovar-Srijem        |      | Vlag van Vukovar-Srijem        | 1:2   | 6 augustus 1993   |
|       | Zadar                 |      | Vlag van Zadar                 | 1:2   | 12 juni 1998      |
|       | Zagreb (provincie)    |      | Vlag van Zagreb (provincie)    | 1:2   | 19 mei 1995       |
|       | Zagreb                |      | Vlag van Zagreb (stad)         | 1:2   | 14 december 1999  |

## Regionale vlaggen ten tijde van Oostenrijk-Hongarije
Tot het einde van de Eerste Wereldoorlog maakte Kroatië deel uit van Oostenrijk-Hongarije. De gebieden die nu tot Kroatië behoorden, vielen destijds onder de regio's Istrië, Dalmatië en Slavonië. De Landesflaggen waren als volgt:

Dalmatië Details
Istrië
Slavonië